# Cheiracanthium abbreviatum
Cheiracanthium abbreviatum is een spinnensoort uit de familie Cheiracanthiidae.
De wetenschappelijke naam van de soort werd in 1878 gepubliceerd door Eugène Simon.